# Henrique Rocha
Marcos Henrique Rocha (...) è un giocatore di football americano brasiliano, che gioca come safety per i Ponta Grossa Phantoms.